# Любен Диманов
Любен Петров Диманов е български художник – график, живописец и илюстратор.

## Биография
Любен Диманов е роден на 19 април 1933 г. в Кнежа. През 1959 г. завършва специалност декоративно-монументално изкуство в Националната художествена академия в класа на проф. Георги Богданов. Негови състуденти са художници като Светлин Русев, Йоан Левиев, Димитър Киров, Георги Божилов – Слона. Твори в областта на живописта и стенно-монументалните изкуства, но скоро след дипломирането си се ориентира към графиката (вкл. офорт, литография и монотипия), илюстрацията и рисунката. Смятан е за модернист и за едно от емблематичните имена на българската графика през 1960-те и 1970-те години.
Още от 1961 г. участва в общи художествени изложби и изложби в чужбина: Младежкото биенале в Париж през 1961, 1963, 1965 г., както и графичните биеналета в Будапеща, Краков, Лондон, Любляна, Москва, Рим, Сан Паоло, Флоренция. Първата си самостоятелна изложба прави в София през 1972 г., последвана от изложби в Стокхолм, Париж, Дюселдорф, Цюрих, Лион, Осло, Люксембург, Копенхаген, Виена и други.
През 1974 – 1975 г. Диманов заминава за Лондон, във връзка с илюстрираните от него „Сонети“ на Уилям Шекспир. Установява контакти и с парижката галерия „Рьогард“. Получава покана за работа и от 1976 г. живее в Париж, но редовно се връща в България.
Почива на 1 септември 2023 г. в дома си във Франция. До последно рисува.
Диманов илюстрира и оформя множество книги, за които казва, че са му отворили „пътя към Запада“. Сред тях са:
- Аполинер – „Алкохоли“
- Данте Алигиери – „Божествена комедия“ (1979),
- Марк Аврелий – „Мисли за самия мен“,
- Овидий – „Метаморфози“,
- Селма Лагерльоф – „Сага за Йоста Берлинг“
- Стефан Маларме – „Митология“,
- Уилям Шекспир – „Сонети“,
- Шарл Бодлер – „Цветя на злото“,

Диманов има прояви и в монументалните изкуства:
- Стенописно пано, секо в Градски народен съвет Плевен (1964),
- „Науката през вековете“, стенопис, секо (1974) в Народна библиотека „Иван Вазов“, Пловдив, в съавторство с Тодор Панайотов, архитект Мария Милева.

Носител е на множество престижни награди за графика, живопис, рисунка и илюстрация, сред които:
- 1960 – сребърен медал за графика на Първата младежка изложба,
- 1964 – награда на СБХ за рисунки и серия графики.
- 1965 – награда за графична техника на СБХ,
- 1966, 1967, 1969, 1971 – награди за графика и илюстрация на общи художествени изложби,[2]
- 1974 – втора награда за илюстрация на международната изложба на книгата в Москва,
- 1986 – награда за живопис на Международния център за съвременно изкуство в Париж.
- 1989 – награда за живопис и рисунка от Международната изложба в Довил.[1]

Картини на Диманов са притежание на Националната художествена галерия, музей „Албертина“ във Виена, Третяковската галерия в Москва, Националните галерии в Тбилиси и Скопие, и други.